# Treasury Wine Estates
Treasury Wine Estates ist ein australischer Weinerzeuger und -händler, einer der größten der Welt.
Zu dem Konzern gehören viele bekannte Weingüter bzw. Weinmarken, darunter Penfolds und Wolf Blass. Die Firma hat Regionalbüros in Kalifornien, Singapur und bei London; die Anbauflächen liegen auch in Neuseeland und im kalifornischen Weinbaugebiet Napa Valley. Neben den renommierten Markenweinen produziert Treasury Wine auch Massenwein.
Das Unternehmen entstand 2011, als der Getränkekonzern Foster’s Group sich von seiner Weinsparte „Foster's Wine Estates“ trennte, hauptsächlich aufgrund deren erheblicher Verluste in den USA. Im Mai 2011 wurde die Weinsparte unter dem neuen Namen „Treasury Wine Estates“ als Spin-off an die australische Börse gebracht.
Ab Ende 2013 boten die Beteiligungsgesellschaften KKR/Rhône Capital und TPG Capital in einem Wettstreit immer höhere Milliardensummen für eine Übernahme, im September 2014 wurden die Verhandlungen jedoch ergebnislos beendet.
2015 übernahm TWE den Großteil der britischen und US-amerikanischen Weinsparte von Diageo.